# Joe Perry (jogador de snooker)
Joe Perry (Wisbech, Cambridgeshire, Inglaterra, 13 de agosto de 1974) é um jogador de snooker inglês, profissional desde 1991.
A sua carreira é marcada principalmente por uma vitória na Championship League de 2008. Também em 2008 esteve na semifinal do Campeonato Mundial de Snooker batendo o então n.º 2 mundial Graeme Dott, mas perdendo com Ali Carter, por 17-15, num encontro muito disputado. Em 2013 vence o Yixing Open, no que foi a sua primeira vitória de um torneio a contar para o  ranking mundial de snooker. No decurso deste torneio eliminou Robert Milkins, Alan McManus e Mark Selby, a quem venceu na final por 4-1. Venceu Judd Trump na final do Welsh Open de 2022.

## Títulos
Para o ranking mundial
- Players Tour Championship Finals - 2015
- Welsh Open - 2022

## Outros Títulos
- Merseyside Professional Championship - 2005
- Championship League - 2008